# Zelotes cordiger
Zelotes cordiger este o specie de păianjeni din genul Zelotes, familia Gnaphosidae. A fost descrisă pentru prima dată de L. Koch, 1875.
Este endemică în Etiopia. Conform Catalogue of Life specia Zelotes cordiger nu are subspecii cunoscute.